# Taylor Negron

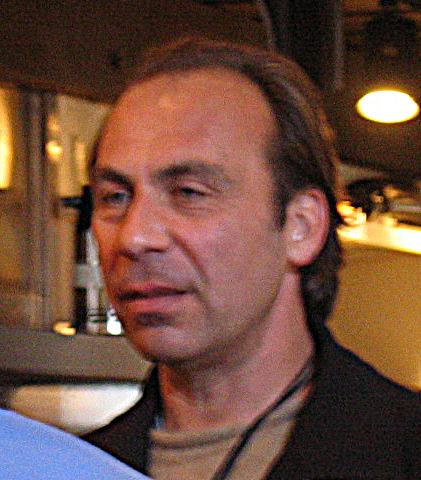
Taylor Negron (2005)

Brad Stephen „Taylor“ Negron (* 1. August 1957 in Glendale, Kalifornien; † 10. Januar 2015 in Los Angeles, Kalifornien) war ein US-amerikanischer Schauspieler.

## Leben
Taylor Negron wuchs als Sohn von Lucy Rosario and Conrad Negron, Sr in La Cañada Flintridge auf. Er war iranischer, italienischer, jüdischer und puerto-ricanischer Herkunft. Sein Cousin ist der Musiker Chuck Negron. Bereits während seiner Schulzeit arbeitete er als Komiker und trat unter anderem im renommierten The Comedy Store auf. Später studierte er Schauspiel bei Lee Strasberg und Lucille Ball in deren Schauspielschule The Actors Studio in West Hollywood. Außerdem schloss er ein Studium an der University of California, Los Angeles ab.
Ab Anfang der 1980er Jahre war Negron des Öfteren in kleineren Nebenrollen in Filmen wie Ich glaub’, ich steh’ im Wald und Das Messer am Ufer zu sehen. Nachdem er 1991 insbesondere durch seine Darstellung des Auftragskiller Milo an der Seite von Bruce Willis in Tony Scotts Actionfilm Last Boy Scout – Das Ziel ist Überleben einem größeren Publikum bekannt geworden war, konnte sich Negron in den folgenden Jahren durch häufige Auftritte in Fernsehserien wie Pretender, Allein unter Nachbarn und Reno 911! sowie mehreren Kinofilmen als profilierter Nebendarsteller etablieren. Eine größere Nebenrolle spielte er von 2001 bis 2002 an der Seite von Mary-Kate und Ashley Olsen in deren Fernsehserie So Little Time, die allerdings nach einer Staffel wieder abgesetzt wurde. Insgesamt spielte er in seiner Karriere in fast 130 unterschiedlichen Film- und Fernsehproduktionen mit.
Negron lebte offen homosexuell. Nach sieben Jahren Krankheit verstarb er im Alter von 57 Jahren in seinem Zuhause an den Folgen seiner Leberkrebserkrankung.

## Filmografie (Auswahl)
- 1982: Ich glaub’, ich steh’ im Wald (Fast Times at Ridgemont High)
- 1982: Küss mich, Doc (Young Doctors in Love)
- 1983: Monty – Der Millionenerbe (Easy Money)
- 1984: Johnny G. – Gangster wider Willen (Johnny Dangerously)
- 1985: Bad Medicine – Dümmer als der Arzt erlaubt (Bad Medicine)
- 1985: Lanny dreht auf (Better Off Dead)
- 1986: Das Messer am Ufer (River's Edge)
- 1986: Ein ganz verrückter Sommer (One Crazy Summer)
- 1988: Punchline – Der Knalleffekt (Punchline)
- 1989: Die Uni meiner Träume (How I Got Into College)
- 1991: Last Boy Scout – Das Ziel ist Überleben (The Last Boy Scout)
- 1991: Valkenvania – Die wunderbare Welt des Wahnsinns (Nothing But Trouble)
- 1993: Mr. Jones
- 1994: Angels – Engel gibt es wirklich! (Angels in the Outfield)
- 1994: Im Labyrinth der Leidenschaft (Inevitable Grace)
- 1995: Annabelles größter Wunsch (Freaky Friday)
- 1995: Hart aber herzlich – Geheimnisse des Herzens (Hart to Hart: Secrets of the Hart)
- 1995: Mr. Stitch
- 1996: Agent 00 – Mit der Lizenz zum Totlachen (Spy Hard)
- 1996: Bud & Doyle: Total bio. Garantiert schädlich. (Bio-Dome)
- 1997: Das Leben geht weiter (Changing Habits)
- 1997: Ein Kerl für Courtney (Courting Courtney)
- 1997: Pretender (The Pretender, Fernsehserie, eine Folge)
- 1998–2000: Allein unter Nachbarn (The Hughleys, Fernsehserie, acht Folgen)
- 1998: Der Chaotenboss (Chairman of the Board)
- 1998: Lucky, der reichste Hund der Welt (You Lucky Dog)
- 1999: Stuart Little
- 2000: Die eiskalte Clique (The In Crowd)
- 2000: Die Flintstones in Viva Rock Vegas (The Flintstones in Viva Rock Vegas)
- 2000: Ein Herz und eine Kanone (Gun Shy)
- 2000: Eiskalte Lügen (Civility)
- 2000: Loser – Auch Verlierer haben Glück (Loser)
- 2001: Lloyd – Der Klassenclown (Lloyd)
- 2001: Nenn’ mich einfach Nikolaus (Call Me Claus, Fernsehfilm)
- 2001–2002: So Little Time (Fernsehserie, 22 Folgen)
- 2001: Special Unit 2 – Die Monsterjäger (Special Unit 2, Fernsehserie, eine Folge)
- 2003: Pauly Shore is Dead
- 2006: Surf School
- 2007: Die Zauberer vom Waverly Place (Wizards of Waverly Place, Fernsehserie, eine Folge)
- 2007: Reno 911! (Fernsehserie, eine Folge)
- 2012: Vamps – Dating mit Biss (Vamps)
- 2013: K9 – Das große Weihnachtsabenteuer (K-9 Adventures: A Christmas Tale)

## Auszeichnungen
- 2015: Chain NYC Film Festival  in der Kategorie: Bester Nebendarsteller für  Alienated (Posthum)
- 2015: London Film Awards in der Kategorie: Bester Nebendarsteller für  Alienated (Posthum)
- 2015: Gold Lion Award in der Kategorie: Bester Nebendarsteller für  Alienated (Posthum)
- 2015: Los Angeles Independent Film Festival Awards in der Kategorie: Bestes Ensemble für  Alienated (Nominierung)